# Семідаржно
Семідаржно (пол. Siemidarżno, нім. Zimdarse) — село в Польщі, у гміні Тшеб'ятув Ґрифицького повіту Західнопоморського воєводства.
Населення — 127 осіб (2011).
У 1975-1998 роках село належало до Щецинського воєводства.

## Демографія
Демографічна структура станом на 31 березня 2011 року:
|          | Загалом | Допрацездатний вік | Працездатний вік | Постпрацездатний вік |
| -------- | ------- | ------------------ | ---------------- | -------------------- |
| Чоловіки | 72      | 9                  | 55               | 8                    |
| Жінки    | 55      | 11                 | 28               | 16                   |
| Разом    | 127     | 20                 | 83               | 24                   |